# Invertáza
Invertáza (systematickým názvem beta-fruktofuranosidáza) je enzym katalyzující hydrolýzu (rozklad) sacharózy. Výsledná směs fruktózy a glukózy se nazývá invertní cukr.